# Rodolfo Torres
Rodolfo Andrés Torres Agudelo (Busbanzá, 21 maart 1987) is een Colombiaans wielrenner die anno 2018 rijdt voor Androni Giocattoli-Sidermec.

## Overwinningen
2010
7e etappe Ronde van Mexico
2015
Bergklassement Ronde van San Luis
Bergklassement Ronde van Trentino
Bergklassement Ronde van Asturië
2017
2e etappe deel A Ronde van Bihor
Eindklassement Ronde van Bihor

## Resultaten in voornaamste wedstrijden
| Jaar | Ronde van Italië | Ronde van Frankrijk | Ronde van Spanje |
| ---- | ---------------- | ------------------- | ---------------- |
| 2014 | 81e              |                     |                  |
| 2015 |                  |                     | 32e              |
| 2016 |                  |                     |                  |
| 2017 |                  |                     |                  |
| 2018 | 59e              |                     |                  |

| Jaar | Luik-Bast.‑Luik | Ronde van Lombardije | Waalse Pijl | Brabantse Pijl |
| ---- | --------------- | -------------------- | ----------- | -------------- |
| 2014 | opgave          | opgave               | 59e         | opgave         |
| 2015 |                 | 94e                  |             |                |
| 2016 |                 | 13e                  |             |                |
| 2017 |                 | 59e                  |             |                |
| 2018 |                 |                      |             |                |

## Ploegen
- 2007 –  Boyacá es Para Vivirla-Marche Team
- 2014 –  Colombia
- 2015 –  Colombia
- 2016 –  Androni Giocattoli-Sidermec
- 2017 –  Androni-Sidermec-Bottecchia
- 2018 –  Androni Giocattoli-Sidermec

Ávila · Cano · Castiblanco · Díaz · Duarte · Duque · Martínez · Molano · Pantoja · Paredes · Pedraza · Quintero · B.Ramírez · C.Ramírez · Rubiano · Sarmiento · Torres · Valencia · Barón (stagiair)
Bandiera · Benfatto · Bernal · Cecchinel · Chicchi · Dall'Antonia · Frapporti · Gavazzi · Nardin · Pacioni · Pellizotti · Ratto · Selvaggi · Taliani · Torres · Țvetcov · Viganò · Bonusi (stagiair) · De Marchi (stagiair) · Gasparrini (stagiair)
Ballerini · Benfatto · Bernal · Bonusi · Cattaneo · D'Urbano · Mar. Frapporti · Mat. Frapporti · Gavazzi · Malucelli · Masnada · Pacioni · Palini · Rivera · Sosa · Spreafico · Taliani · Torres · Vendrame
Ballerini · Belletti · Benfatto · Bisolti · Bonusi · Cattaneo · Chirico · Mar. Frapporti · Mat. Frapporti · Gavazzi · Malucelli · Masnada · Rivera · Sosa · Spreafico · Torres · Vendrame · Lizde (stagiair) · Viel (stagiair)